# Geitungsholmen
La réserve naturelle de Geitungsholmen  est une réserve naturelle norvégienne qui est située dans la municipalité de Asker dans le comté d'Akershus.

## Description
La réserve naturelle est située sur l'îlot Geitungsholmen, face au village de Slemmestad. 
Les parties les plus élevées de Geitungsholmen ont une végétation telle que de l'herbe et des buissons. L'îlot est considéré comme ayant une géologie, une faune et une flore intéressantes. Geitungsholmen, ainsi que d'autres aires protégées dans la région de Slemmestad, montre la séquence de strates entre le Cambrien moyen et l'Ordovicien moyen. 
Sur la partie ouest de Geitungsholmen, pendant la période de nidification, des colonies d'oiseaux marins y nichent. La colonie d'oiseaux marins est constituée, entre autres, de goéland argenté, de ||goéland cendré], de goéland à capuchon et de sterne pierregarin.